# Hesperocyon

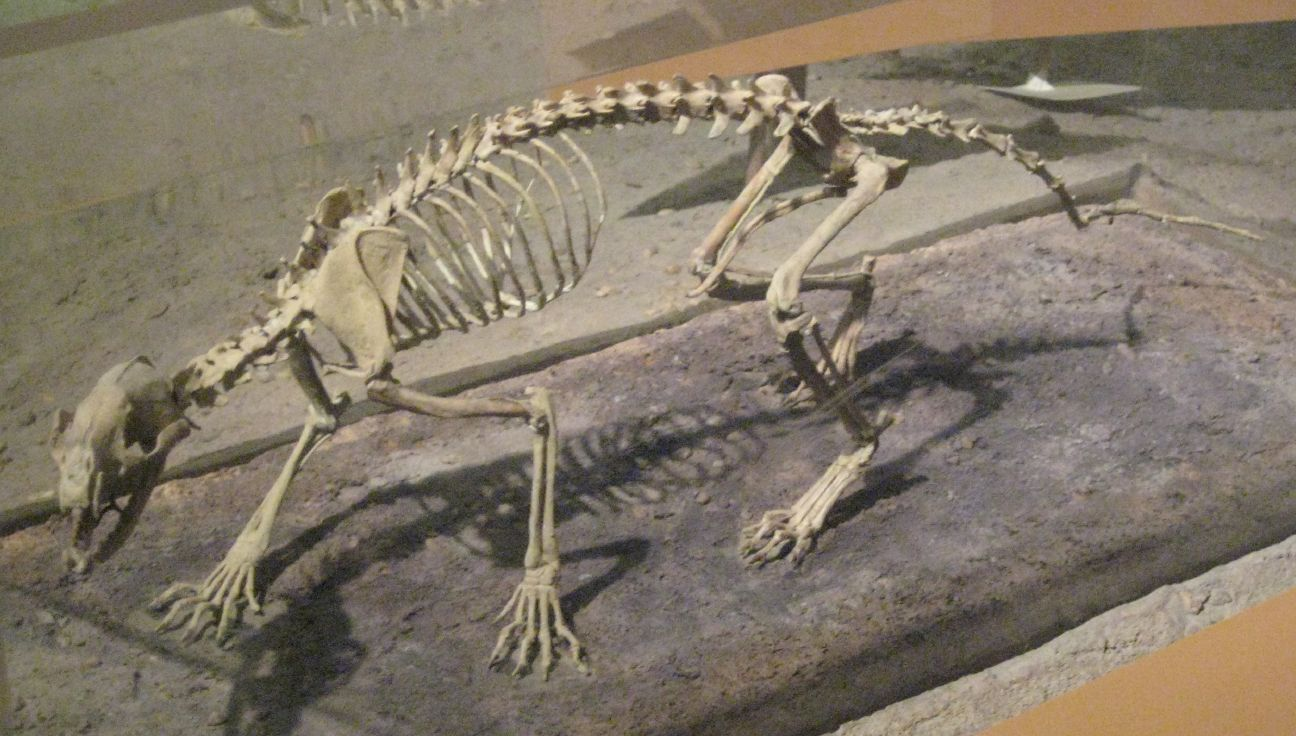
Esqueleto de um Hesperocyon

Hesperocyon é um gênero extinto de canídeos da subfamília Hesperocyoninae que era endêmico da América do Norte, variando do sul do Canadá ao Colorado.
Espécies pertencentes a este gênero começaram a surgir por volta de 37 milhões de anos atrás, no final do Eoceno, incluindo a espécie Hesperocyon gragarius, que habitava a América do Norte. O gênero também possui a espécie de transição Hesperocyon coloradoensis, que deu origem ao grupo Mesocyon-Sunkahetanka-Enhydrocyon.